# 荣森之
荣森之（1957年8月—），男，山东文登人，中华人民共和国军事人物，中国人民解放军少将，曾任山东省军区司令员。